# Chrysophyllum roxburghii
Chrysophyllum roxburghii là một loài thực vật có hoa trong họ Hồng xiêm. Loài này được G.Don mô tả khoa học đầu tiên năm 1837.

## Từ nguyên
Tên Latinh cụ thể của loài roxburghii liên quan đến nhà thực vật học người Scotland William Roxburgh.

## Phân bố và môi trường sống
Môi trường sống của loài này trong các khu rừng vùng đất thấp từ mực nước biển đến độ cao 700 mét (2.300 ft). Chrysophyllum roxburghii mọc tự nhiên ở Madagascar, Ấn Độ, Sri Lanka, Thái Lan, Campuchia, Lào, Việt Nam, Malaysia, Brunei, Indonesia, Philippines, Papua New Guinea, Quần đảo Solomon và Queensland.